# 張光祖
張光祖（1505年—？年），字德徵，號雙溪，河南颍川衛軍籍，山西陽曲縣人，明朝政治人物。

## 生平
初名張檀。嘉靖七年（1528年）中式戊子河南鄉試第二十五名舉人，嘉靖十一年（1532年）中壬辰科會試，改名光祖，殿試登第三甲第一百二十一名進士。觀兵部政，授鉅鹿知县，改上虞縣，陞四川道監察御史。十七年巡按直隶，十九年巡按陕西。二十一年二月因山西三关失事被革职为民。

## 家族
曾祖張珣；祖張守亨，知縣；父張治，貢士；母李氏。具慶下，妻時氏，弟光遠；光弼；光祚；光大；光國；光啟；光裕；光緒；光世，子好問；好學。